# San Benedetto al Gazometro
San Benedetto al Gazometro är en kyrkobyggnad och diakonia i Rom, helgad åt den helige Benedikt. Kyrkan är belägen vid Via del Gazometro i Quartiere Ostiense och tillhör församlingen San Benedetto. Tillnamnet ”Gazometro” syftar på Gazometro di Roma, en gasklocka, invigd år 1937.

## Historia
Uppförandet av kyrkan inleddes på 1910-talet efter ritningar av arkitekten Clemente Busiri Vici, men den fullbordades inte förrän år 1936. År 1944 skadades kyrkan vid en bombräd, men restaureringen påbörjades först fem år senare. Kyrkan nykonsekrerades år 1953.
Fasadens inskription lyder: OBSCVLTA O FILI PRAECEPTA MAGISTRI: ORA ET LABORA. Övervåningens tondo har de kristna symbolerna Kristogrammet, fisken, duvan och kräklan.
Över högaltaret ses målningen Den helige Benedikt av Ferruccio Ferrazzi. Denne har även utfört Scener ur den helige Benedikts liv. Den helige Josef med Jesusbarnet är ett verk av Luigi Filocamo, medan mosaiken Jesu heliga hjärta är utförd av Armando Baldinelli. I Cappella della Vergine har Silvio Consadori utfört Madonnan och Barnet.

## Diakonia
Kyrkan stiftades som diakonia med titeln San Benedetto fuori Porta San Paolo av påve Johannes Paulus II år 1988.
Kardinaldiakoner
- Achille Silvestrini: 1988–1999, titulus pro hac vice: 1999–2019

## Bilder
| - Il Gazometro di Roma, invigd år 1937. - Den helige Josef och Jesusbarnet. - Jesu heliga hjärta. - Madonnan och Barnet. |

## Kommunikationer
- Tunnelbanestation – Roms tunnelbana, linje  Piramide